# Маракулин, Дмитрий Фёдорович
Дми́трий Фёдорович Мараку́лин (21 сентября 1904, д. Казаково, Вятская губерния — 14 января 1986, Йошкар-Ола, Марийская АССР) — советский партийно-административный руководитель, журналист, редактор, педагог. Заместитель председателя, секретарь Президиума Верховного Совета Марийской АССР (1950—1952, 1960—1967), заместитель председателя Совета Народных Комиссаров МАССР (1945—1947), министр просвещения МАССР (1947—1950), 1-й секретарь Йошкар-Олинского горкома ВКП(б) (1942). Главный редактор газеты «Марийская правда» (1939—1942, 1952—1960). Член ВКП(б).

## Биография
Родился 21 сентября 1904 года в д. Казаково ныне Медянского района Кировской области. В 1927 году окончил Вятский педагогический институт.
С 1932 года в Марийской автономной области: до 1939 года — преподаватель Горномарийской совпартшколы, инструктор-пропагандист Горьковского отделения Института массового заочного обучения при ЦК ВКП(б) в г. Козьмодемьянске, инструктор Марийского обкома ВКП(б), заведующий областными партийными курсами в Йошкар-Оле, секретарь Йошкар-Олинского райкома ВКП(б), заведующий отделом школ обкома ВКП(б).
В 1939—1942 годах был ответственным редактором газеты «Марийская правда», в 1942 году избран первым секретарём Йошкар-Олинского горкома ВКП(б). До 1945 года занимал должность заместителя заведующего отделом агитации и пропаганды школ Марийского обкома ВКП(б). В 1945—1947 годах был заместителем Председателя Совета Народных Комиссаров Марийской АССР, в 1947—1950 годах — министром просвещения республики, с 1952 по 1960 годы — главным редактором газеты «Марийская правда», в 1960—1967 годах — секретарём Президиума Верховного Совета Марийской АССР.
В 1938—1967 годах — депутат Верховного Совета Марийской АССР (6 созывов). Выйдя на заслуженный отдых, работал секретарём Марийского отделения Педагогического общества РСФСР.
Умер 14 января 1986 года в Йошкар-Оле.

## Звания и награды
- Орден Красной Звезды (1946)[2][3]
- Орден «Знак Почёта» (1951)[2][3]
- Медаль «За доблестный труд в Великой Отечественной войне 1941—1945 гг.»[3]
- Медаль «За доблестный труд. В ознаменование 100-летия со дня рождения Владимира Ильича Ленина»[3]
- Почётная грамота Президиума Верховного Совета Марийской АССР (1954, 1957, 1964)[2]